# 서귀북초등학교
서귀북초등학교(西歸北初等學校)는 대한민국 제주특별자치도 서귀포시에 있는 공립 초등학교이다.

## 역사
- 1963년 11월 5일 : 홍로국민학교로 개교
- 1966년 3월 1일 : 6학급 인가
- 1972년 3월 1일 : 서귀북국민학교로 변경
- 1984년 4월 15일 : 서귀북국민학교 병설유치원 개원
- 1987년 3월 1일 : 서귀포교육청 지정 새마을어머니회 시범학교
- 1989년 12월 26일 : 급식학교 지정
- 1995년 3월 1일 : 제주도교육청 지정 전통 음악 중심 학교 운영, 교육부 지정 국제이해교육 연구학교(2차)
- 1996년 3월 1일 : [서귀북초등학교] 로 교명 변경 (법률 5069호)
- 2003년 3월 1일 : 제주도교육청 지정 특수교육 시범학교(2년)
- 2003년 12월 30일 : 교사 현대화 시설 개관식(교사 30실 증개축)
- 2006년 7월 30일 : 흙담솔 학교 공원 조성
- 2008년 6월 12일 : 인조 잔디 운동장 조성
- 2008년 12월 14일 : 학교평가 최우수학교 선정 교육과학기술부장관 표창
- 2009년 9월 5일 : 영어체험실 설치
- 2009년 10월 28일 : 지역사회 개방형 흙담솔 도서관 준공
- 2010년 3월 1일 : 유치원 2학급 인가
- 2010년 9월 29일 : 문화관광부장관상 수상(전국도서관운영 평가 우수도서관)
- 2010년 11월 15일 : 교육과학기술부 지정 학교도서관활용 정책연구학교 최종보고회
- 2011년 2월 28일 : 학생안전강화학교 시설(CCTV, 경비실) 준공
- 2011년 5월 21일 : 제주특별자치도교육청 학부모교육중점학교 운영
- 2012년 3월 1일 : 사교육절감형 창의경영학교(3년)
- 2012년 11월 28일 : 서귀북오케스트라 창단
- 2013년 1월 16일 : 학교 부지 매입 (337m2)
- 2013년 2월 28일 : 2개 교실 증축
- 2014년 2월 28일 : 사교육절감형 창의경영학교 한국교육개발원장 학교 표창
- 2014년 4월 1일 : 6개교실 증축
- 2014년 12월 3일 : 운동장 배수로 안전망 교체
- 2015년 3월 1일 : 43학급 인가(특수학급1 포함), 교육복지우선지원사업 학교 지정(3년)
- 2016년 2월 29일 : 인조 잔디 운동장 교체
- 2017년 2월 20일 : 4개 교실 증축
- 2017년 11월 27일 : 학교 체육관 부지 1,835m2(555평) 매입
- 2019년 1월 30일 : 제54회 졸업(남 100, 여 83명, 계 183명, 총 졸업생: 5,594명)
- 2019년 3월 1일 : 제23대 문영호 교장 부임